# Lenda negra portuguesa

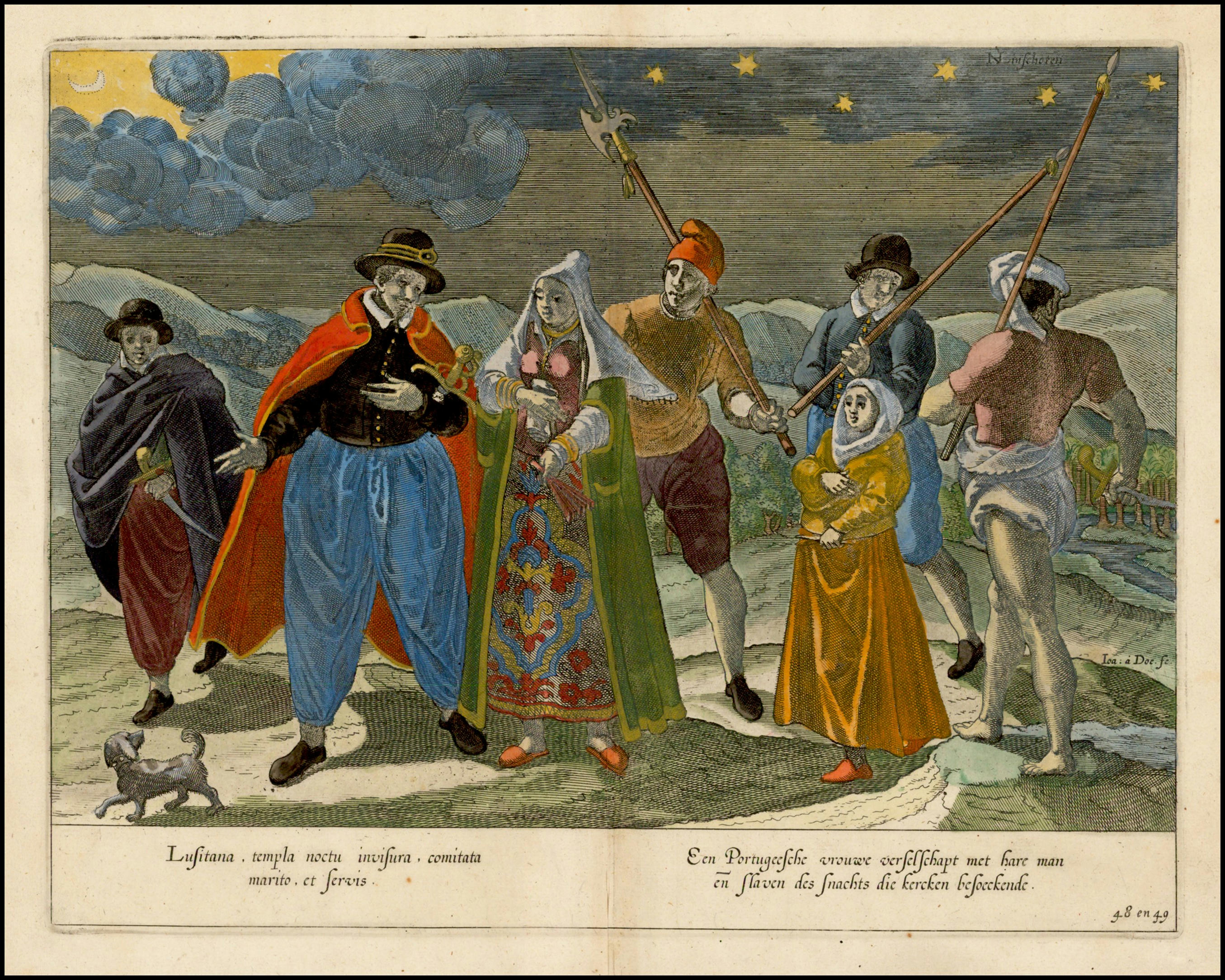
Portugueses residentes na Ásia, representados no Itinerário de Jan Huygen van Lischoten.

A lenda negra portuguesa é propaganda anti-portuguesa composta por ideias que vilanizam os portugueses por razões políticas e ideológicas.
Disseminada a partir de finais do séc. XVI pelas potências norte-europeias e protestantes rivais de Portugal, ela influenciou a historiografia e a forma como Portugal, os portugueses, o império português e a sua história foram entendidos por muitos séculos desde então.

## História e características
A lenda negra portuguesa integra uma tradição mais vasta formulada pelos povos e estados do norte da Europa que abrange todo o sul da Europa, destacando-se de entre ela a lenda negra espanhola.
Tal como sucedeu em Espanha, os mais antigos argumentos empregues na criação da lenda negra portuguesa partiram de auto-critica interna portuguesa. Esta auto-crítica foi mais tarde apropriada, sintetizada, sistematizada e disseminada por potências rivais como a Holanda, Inglaterra e França.
Ao contrário de Espanha, cuja lenda negra incidia principalmente sobre a temática da crueldade e da obsessão pela limpeza do sangue, a lenda negra portuguesa começou por ser formulada em torno da facilidade com que os portugueses se imiscuíam com as populações sob o seu controlo e a corrupção do aparelho administrativo.
A formulação de uma lenda negra portuguesa deveu-se em grande medida a Jan Huygen van Linschoten, holandês que serviu de secretário e guarda-livros do arcebispo de Goa D. João Vicente da Fonseca até 1589. Em 1596, Linschoten publicou o livro Itinerário, obra altamente e rapidamente disseminada e traduzida, que se tornou numa fonte autorizada sobre o império português na Ásia para audiências transpirenaicas, protestantes e não só mas no qual os portugueses são retratados em tons iminentemente negativos. Nos quatro capítulos que dedica às populações de origem portuguesa na Índia, raras são as referências elogiosas. Este livro é reconhecido desde o séc. XIX como a obra fundadora da moderna "lenda negra" do império português.
Os portugueses foram utilizados como um exemplo do perigo da indigenização, num aviso fundamentalmente virado para os norte-europeus que tentavam estabelecer os seus próprios impérios além-mar e que viram na mestiçagem dos portugueses uma razão que explicava o declínio do seu império mais até do que propriamente corrupção.
A "lenda negra de Portugal" foi alimentada ao longo de gerações também pela própria comunidade de mercadores ingleses radicados em Portugal, sobretudo em Lisboa e Setúbal, cujos comentários tecidos em tom de desprezo relativamente ao povo do país em que viviam eram admitidos sem reparo, repetidos e comentados entre outras nacionalidades da Europa.
As ideias negativistas relativas aos portugueses e ao seu império foram absorvidas acriticamente até por autores e historiadores portugueses como Alexandre Herculano, Antero de Quental e Oliveira Martins, cuja escrita moldou em muito a opinião pública portuguesa da sua própria história, entre outros intelectuais oitocentistas (posto que Oliveira Martins tenha chegado a reagir contra os discursos negativistas disseminadas pelos norte-europeus sobre os ibéricos). Um século volvido sobre a escrita de Oliveira Martins, George Winius defendeu que a decadência e corrupção do império português na Ásia se deveu se porque os sistemas políticos vigentes entre os indianos, com quem os portugueses se associaram, eram propensos à corrupção.
Já em meados do séc XX, o historiador inglês Charles Ralph Boxer muito contribuiu para a formulação de uma lenda negra mais moderna com a publicação do livro Race Relations in the Portuguese Empire, no qual os portugueses passaram a ser representados não como indigenizados e, logo, decadentes, mas como viris e racistas. Esta visão iminentemente e profundamente negativista dos portugueses deu origem ao luso-tropicalismo, uma contra-retórica promovida pelo regime do Estado Novo em que o tema da facilidade com que os portugueses se imiscuíam com outros povos era resgatado para explicar a longa duração do império.